# Vita Pauli primi eremitae
Het Vita Pauli primi eremitae	('Leven van Paulus de eerste kluizenaar') is een Latijns heiligenleven over Paulus van Thebe, geschreven door Hiëronymus van Stridon rond het jaar 375. Het was zijn eerste werk en de eerste hagiografie in het Latijn.

## Totstandkoming
De latere kerkvader en bijbelvertaler Hiëronymus liep tegen de dertig toen hij zijn eerste tekst publiceerde, het Leven van Paulus. Als eerste hagiografie in het Latijn stond dit werk aan de oorsprong van een lange traditie. Hij schreef het tijdens zijn verblijf in Chalkis/Antiochië, dicht bij de Syrische woestijn. Het wordt gedateerd rond 375 en uiterlijk in 380. Een kleine twintig jaar later zou Hiëronymus de heiligenlevens van Malchos van Syrië en Hilarion van Gaza te boek stellen. De drie werken gingen een trilogie vormen.
Over Paulus van Thebe bestaat geen andere bron dan Hiëronymus. Onder historici wordt meestal nog aangenomen dat een heremiet Paulus werkelijk heeft bestaan, al is er daarover gerede twijfel. Duidelijk is dat Hiëronymus rond de mogelijke historische kern, die dan op oraliteit zou berusten, een stichtend fantasieverhaal heeft gecreëerd, waarin eigenlijk weinig informatie over de betrokkene wordt gegeven. De aandacht gaat naar straffe anekdotes rond het begin en het einde van zijn kluizenaarsleven, die erop gericht waren enthousiasme te wekken voor een monastiek leven van eenzaamheid en ascese. Een ander doel van de tekst was om het in het oosten ontstane monachisme aan een westerling toe te schrijven.

## Inhoud

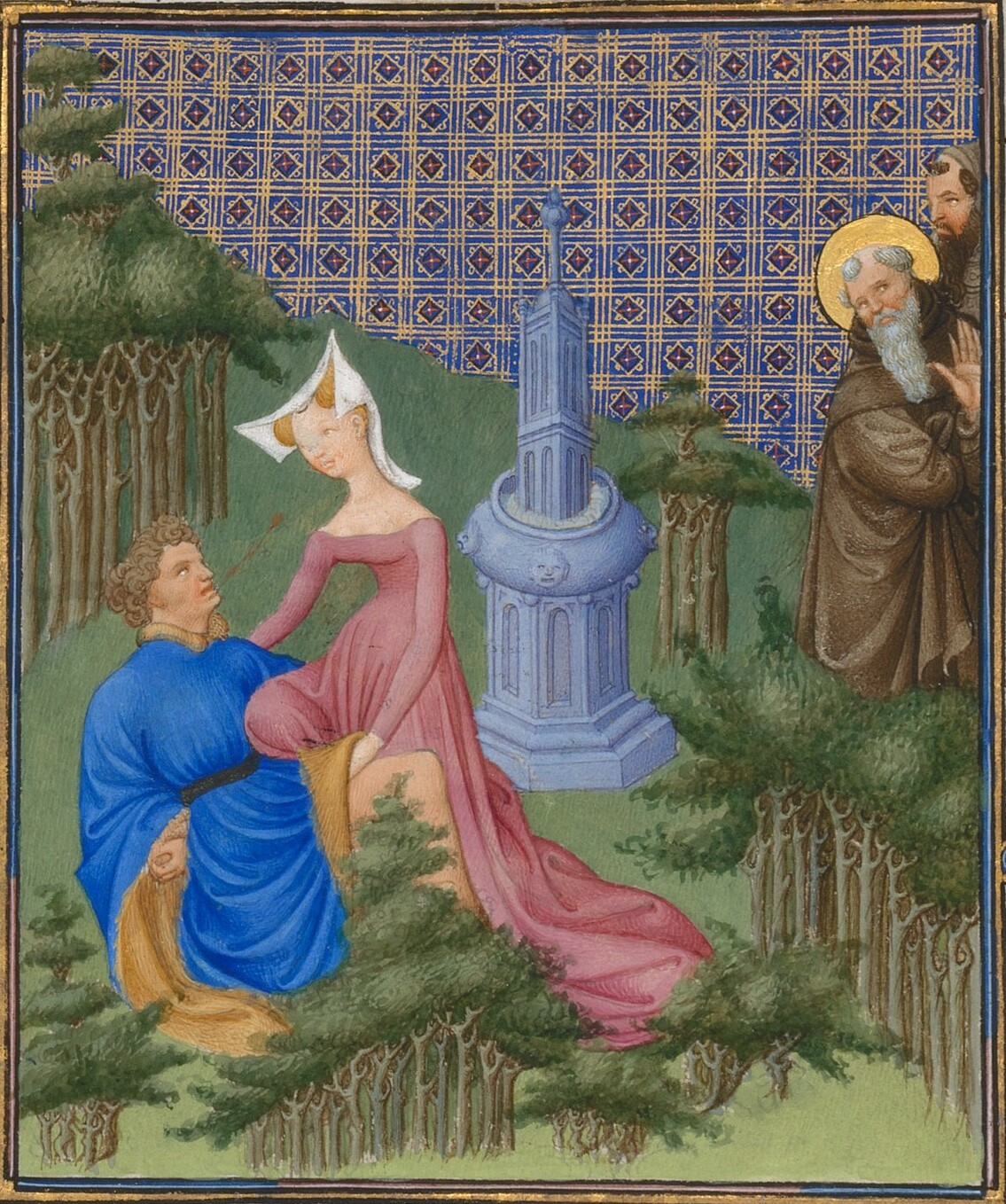
Miniatuur van de bekoring van de christelijke jongeman in de Belles heures du duc de Berry (Gebroeders Van Limburg, ca. 1405-1409)

Rond 360 had bisschop Athanasios van Alexandrië een vita geschreven waarin Antonius van Egypte werd geprezen als de uitvinder van het monachisme. Daartegen ingaand schreef Hiëronymus een polemisch werk dat Paulus voorstelde als de eerste kluizenaar en Antonius als diens bewonderaar. Hij situeerde de roeping van Paulus rond de christenvervolgingen door Decius en Valerianus I (249-260), die hij illustreerde door twee verhalen van martelaars. De tweede was een knappe jongeman wiens beproeving erin bestond dat hij op een zacht bed werd vastgebonden om door een prostituee te worden aangerand. Toen ze met vaardige hand een erectie deed opkomen, maakte hij een einde aan de bekoring door zijn tong af te bijten en ze in haar gezicht te spuwen. Dit motief was overgenomen uit de antieke literatuur.
In deze vervolgingscontext dreigde Paulus als zestienjarige te worden aangegeven door zijn schoonbroer. Hij vluchtte naar de rotswoestijn van de Thebaïs en woonde er de rest van zijn leven geïsoleerd in een grot. Toen hij 113 jaar oud was, kreeg hij bezoek van de 90-jarige Antonius, die op weg was gegaan na een openbaring en aan wie een kentaur aanwijzingen had gegeven. Een raaf bracht hen een brood, zoals ook de profeet Elia in de woestijn was gevoed (1 Kon., 17). Paulus legde uit dat hij zo al zestig jaar lang elke dag een half brood kreeg, maar dat God het rantsoen had verdubbeld omdat ze met twee waren. Nadat Antonius in hem zijn meerdere had erkend, kondigde Paulus aan dat hij zou sterven en vroeg om hem te begraven. Hij behield de gebedshouding waarin hij overleed, knielend en met de handen geheven. Antonius zag hem dan ten hemel varen en kreeg voor het delven van het graf hulp van twee leeuwen.

## Overlevering
De tekst is overgeleverd in honderden middeleeuwse manuscripten. Het oudste daarvan is Verona, Biblioteca Capitolare, XXXVIII (36), fol. 107-117. Jacobus de Voragine nam het verhaal op in zijn Gouden Legende. Het is ook vertaald in onder meer het Grieks, Syrisch en Koptisch.

## Uitgaven
- Hieronymus, "Vita S. Pauli Primi Eremitae", ed. Bazyli Degórski, in: Hieronymi opera, vol. 15, 2014, p. 72-115
- Jerôme, "Vita Beati Pauli monachi Thebais" in: Trois vies de moines: Paul, Malchus, Hilarion, eds. Pierre Leclerc, Edgardo M. Morales en Adalbert de Vogüé, 2007, p. 142-183
- Remigiusz [= Bazyli] Degórski, Edizione critica della 'Vita Sancti Pauli primi eremitae' di Girolamo, Institutum Patristicum Augustinianum, Roma, 1987, 208 p.
- Jacques Paul Migne, "Vita Sancti Pauli Eremitae" in: Patrologia Latina, vol. 23, kol. 17-28c (verouderd)

## Nederlandse vertaling
Vincent Hunink heeft voor de eerste volledige Nederlandse vertaling sinds de 17e eeuw gezorgd op basis van de editie-Degórski. De tekst is afgedrukt in:
- Hiëronymus, Vita Pauli. Het leven van Paulus van Thebe, bezorgd, vertaald en toegelicht door Vincent Hunink, 2002. ISBN 9076895325
- Hiëronymus, Op weg naar de hemel. Verhalen over kluizenaars, vertaald en toegelicht door Vincent Hunink, 2008. ISBN 9460040055

## Voetnoten
1. ↑  Het komt voor bij Diogenes Laertios (Leven en leer van beroemde filosofen, 9.59), Valerius Maximus (Factorum ac dictorum memorabilium libri IX, 3.3.4) en Tertullianus (Apologeticum, 50.8). Zie: Pierre Hamblenne, "Traces de biographies grecques 'païennes' dans la 'Vita Pauli' de Jérôme?" in: Cristianesimo Latino e cultura Greca sino al sec. IV, 1993, p. 211-234